# Paphos FC

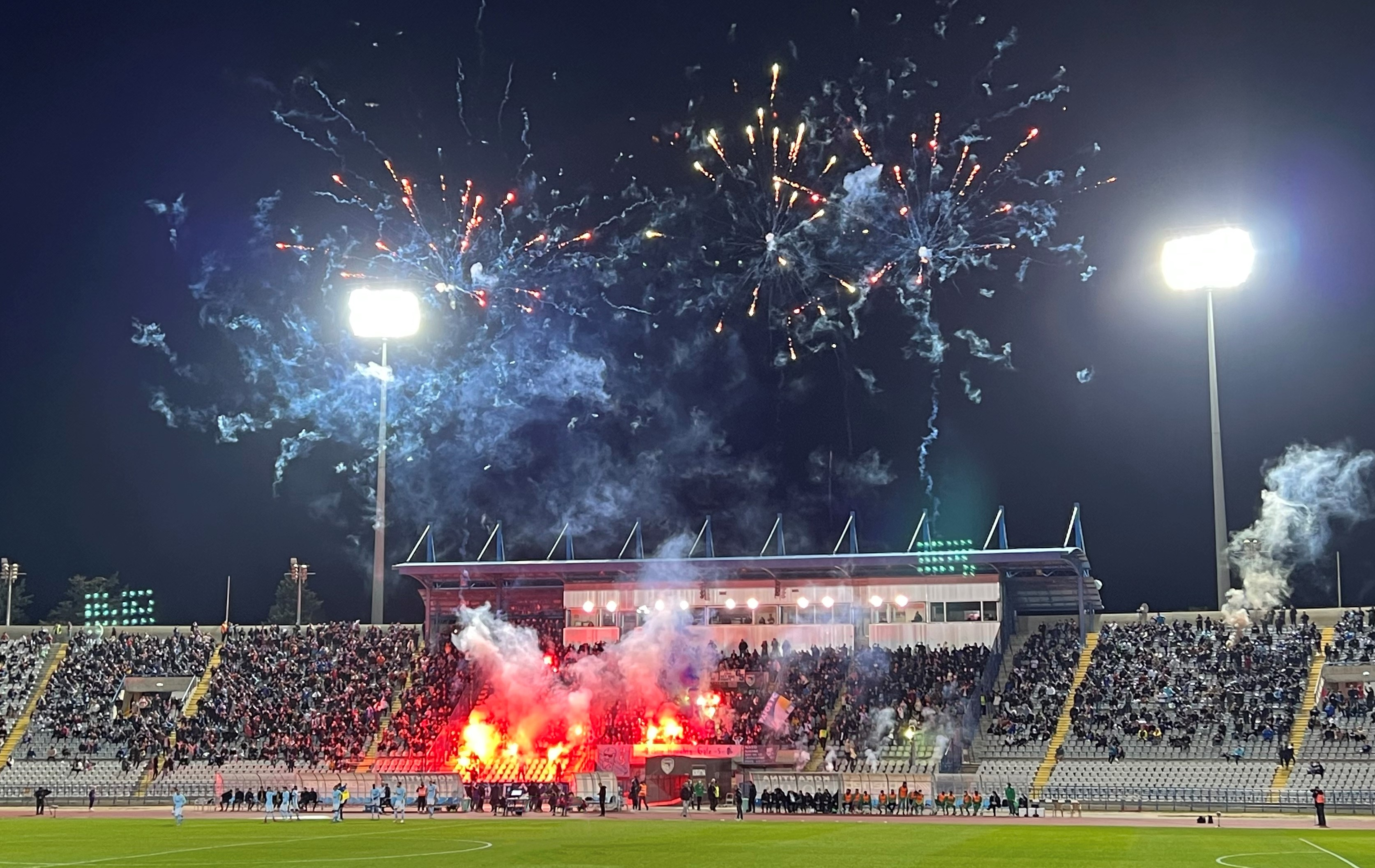
Spiel des Paphos FC gegen Aris Limassol 2022

Der Paphos FC (griechisch Πάφος FC) ist ein zyprischer Fußballverein aus Paphos. Der Verein entstand 2014 durch die Fusion von AEK Kouklia und AE Paphos. Der Verein spielt zurzeit in der First Division, der höchsten zyprischen Spielklasse. Der Verein trägt seine Heimspiele im Stelios-Kyriakides-Stadion in Paphos aus. Der Klub ist in Besitz der beiden Russen Sergey Lomakin and Roman Dubov. Lomakin ist auch Besitzer des Moskauer Zweitligisten FC Rodina.

## Geschichte
In der Saison 2013/14 spielte AEK Kouklia zum ersten Mal in der First Division, stieg jedoch am Ende der Saison ab. AE Paphos spielte in der Second Division, hatte aber große finanzielle Schwierigkeiten und dem Verein wurden daher mehrmals Punkte abgezogen. Nach der Saison begannen Gespräche über eine Fusion zwischen den beiden Vereinen, um ein gesundes und wirtschaftlich konkurrenzfähiges Team in der Region zu bilden.
Am 9. Juni 2014 stimmten beide Vereine einer Fusion zu einem neuen Team namens Paphos FC zu. Am 10. Juni wurde die erste Sitzung des neuen Verein abgehalten, bei der einige Politiker und Fußballspieler aus Paphos anwesend waren. Der erste Präsident des Vereins wurde Christakis Kaizer, der zuvor Präsident von AEK Kouklia war und einer der Hauptinitiatoren der Fusion war. Der erste Trainer wurde Radmilo Ivančević, der zuvor Trainer von AE Paphos war.
In seiner ersten Saison trat der Verein in der Second Division, der zweithöchsten zyprischen Spielklasse, an. Nach drei Niederlagen aus den ersten sechs Spielen blieb der Verein die restliche Saison ungeschlagen und schaffte als Zweiter den sofortigen Aufstieg. Die erste Saison im Oberhaus verlief für Paphos jedoch nicht ansatzweise nach Plan. Am Ende der Hauptrunde belegte der Verein zwar den zehnten Platz, hatte jedoch nur drei Punkte Vorsprung auf den Abstiegsplatz des Play-down. Schlussendlich konnte man den Vorsprung nicht nutzen und stieg als Letztplatzierter des Play-down ab.
Der Verein schaffte in der Saison 2016/17 erneut den direkten Wiederaufstieg als Vizemeister der zweiten Liga. Im zweiten Anlauf schaffte es der Verein wiederum, die Klasse zu erhalten. Darüber hinaus machte der Verein auf sich aufmerksam, als er im zyprischen Pokal das Halbfinale erreichen konnte. Dort unterlag man Apollon Limassol mit einem Gesamtergebnis von 1:8. Schritt für Schritt arbeitete sich Paphos immer weiter in der Liga nach oben. In der Saison 2021/22 erreichte man als Sechstplatzierter erstmals die Meisterschaftsrunde. Trotz solider Leistungen gegen die dortigen Hochkaräter wie APOEL Nikosia, Apollon Limassol, Anorthosis Famagusta oder AEK Larnaka kam Paphos jedoch nicht über den sechsten Platz hinaus. In der Saison 2022/23 erreichte man die Meisterschaftsrunde erneut und belegte diesmal den vierten Platz, was der bisher besten Platzierung des Vereins entspricht.
In der Saison 2023/24 folgte der erste Titel der Vereinsgeschichte. Mit einem überraschenden 3:0-Erfolg gegen Omonia Nikosia konnte Paphos erstmals den zyprischen Pokal gewinnen. Der Verein nimmt damit erstmals international teil. In der ersten Qualifikationsrunde zur UEFA Europa League 2024/25 traf Paphos auf IF Elfsborg, musste aber nach zwei deutlichen Niederlagen (0:3 a; 2:5 h) den Gang in die Qualifikation zur UEFA Conference League 2024/25 antreten. Dabei kam es in den weiteren Runden zu einem sich stetig wiederholenden Szenario. Das Hinspiel wurde immer auswärts ausgetragen und verloren. Im Rückspiel vor heimischer Kulisse konnte Paphos aber in jedem Fall deutlich und zu null siegen. Die Gegner in der Qualifikation waren FK Žalgiris Vilnius (1:2 a; 3:0 h), ZSKA 1948 Sofia (1:2 a; 4:0 h) und CFR Cluj (0:1 a; 3:0 h).

## Erfolge
- Zyprischer Meister (1): 2024/25
- Zyprischer Pokalsieger (1): 2024

## Europapokalbilanz
| Saison  | Wettbewerb             | Runde                  | Gegner                          | Gesamt | Hin     | Rück          |
| ------- | ---------------------- | ---------------------- | ------------------------------- | ------ | ------- | ------------- |
| 2024/25 | UEFA Europa League     | 1. Qualifikationsrunde | IF Elfsborg                     | 2:8    | 0:3 (A) | 2:5 (H)       |
| 2024/25 | UEFA Conference League | 2. Qualifikationsrunde | FK Žalgiris Vilnius             | 4:2    | 1:2 (A) | 3:0 n. V. (H) |
| 2024/25 | UEFA Conference League | 3. Qualifikationsrunde | ZSKA 1948 Sofia                 | 5:2    | 1:2 (A) | 4:0 n. V. (H) |
| 2024/25 | UEFA Conference League | Play-offs              | CFR Cluj                        | 3:1    | 0:1 (A) | 3:0 (H)       |
| 2024/25 | UEFA Conference League | Ligaphase              | Petrocub Hîncești               | 4:1    | 4:1 (A) | 4:1 (A)       |
| 2024/25 | UEFA Conference League | Ligaphase              | 1. FC Heidenheim                | 0:1    | 0:1 (H) | 0:1 (H)       |
| 2024/25 | UEFA Conference League | Ligaphase              | FK Astana                       | 1:0    | 1:0 (H) | 1:0 (H)       |
| 2024/25 | UEFA Conference League | Ligaphase              | AC Florenz                      | 2:3    | 2:3 (A) | 2:3 (A)       |
| 2024/25 | UEFA Conference League | Ligaphase              | NK Celje                        | 2:0    | 2:0 (H) | 2:0 (H)       |
| 2024/25 | UEFA Conference League | Ligaphase              | FC Lugano                       | 2:2    | 2:2 (A) | 2:2 (A)       |
| 2024/25 | UEFA Conference League | Play-offs              | Omonia Nikosia                  | 3:2    | 1:1 (A) | 2:1 (H)       |
| 2024/25 | UEFA Conference League | Achtelfinale           | Djurgårdens IF Fotbollsförening | 1:3    | 1:0 (H) | 0:3 (A)       |
| 2025/26 | UEFA Champions League  | 2. Qualifikationsrunde | Maccabi Tel Aviv                | 2:1    | 1:1 (H) | 1:0 (A)       |
| 2025/26 | UEFA Champions League  | 3. Qualifikationsrunde | Dynamo Kiew                     | 3:0    | 1:0 (A) | 2:0 (H)       |
| 2025/26 | UEFA Champions League  | Play-offs              | FK Roter Stern Belgrad          | -:-    | 2:1 (A) | -:- (H)       |

Gesamtbilanz: 23 Spiele, 12 Siege, 3 Unentschieden, 8 Niederlagen, 36:27 Tore (Tordifferenz +9)